# Memoria de núcleos cableados

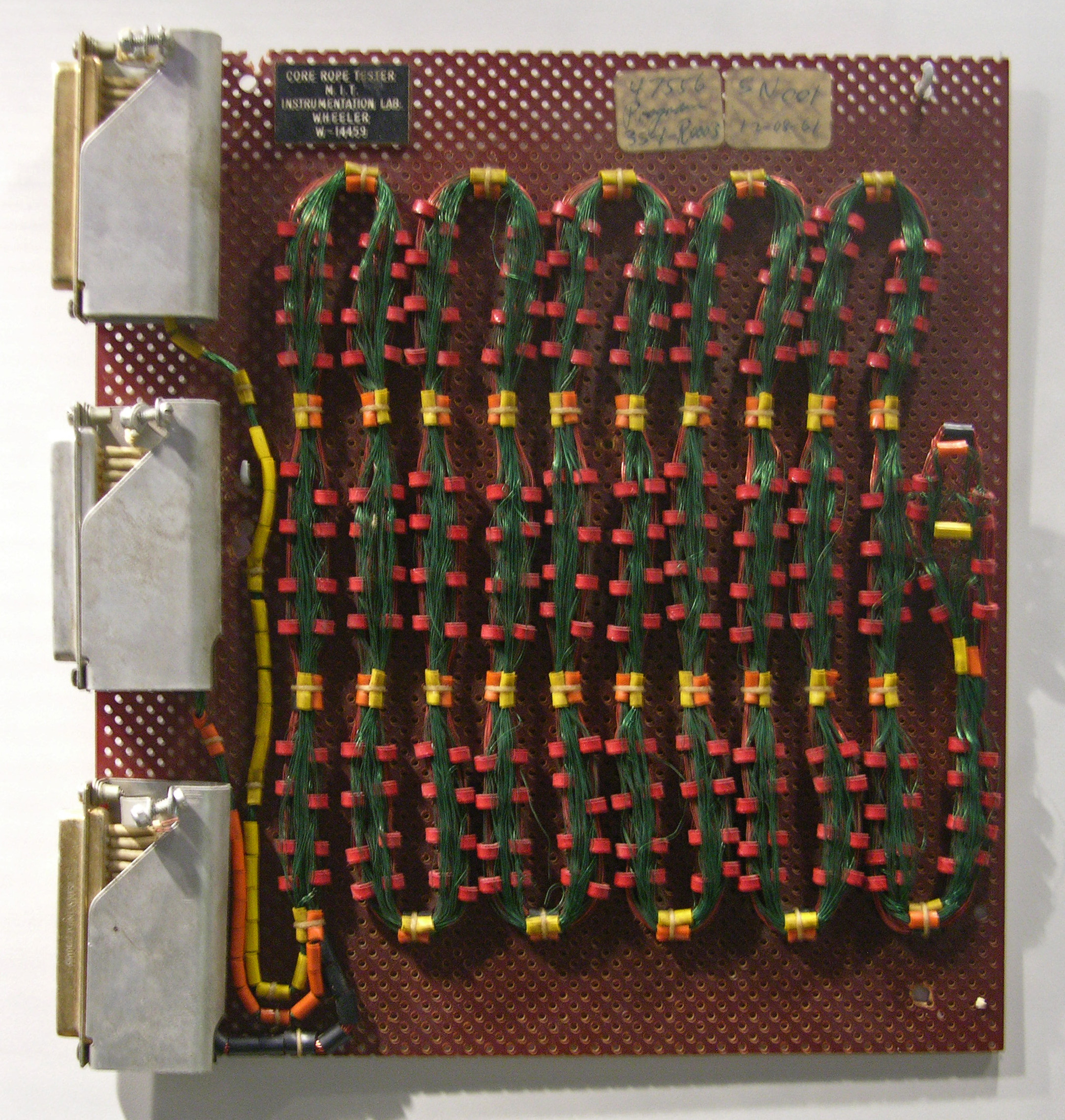
Muestra de prueba de una memoria de núcleos cableados parte del programa Apolo.

La Core rope memory, o Memoria de núcleos cableados, es una forma de memoria de solo lectura (ROM) para computadores, usada inicialmente en las primeras sondas de la NASA enviadas a Marte, y posteriormente en el Apollo Guidance Computer (AGC) dseñado por el MIT y fabricado por Raytheon.
Al contrario que con la memoria de núcleos magnéticos ordinaria, de corriente coincidente y que se usaba entonces para la RAM, los núcleos de ferrita de un núcleo cableado se usan únicamente como transformadores. La señal del cable de una línea de palabra que pasa a través de un núcleo dado, y que se empareja con el cable de la línea de bit, se interpreta como un «uno» binario. Por el contrario, el cable de una línea de palabra que evita el núcleo, y no queda emparejado con el cable de la línea de bit, se lee como un «cero». En el AGC, hasta 64 cables podían pasar por un solo núcleo.
Fueron mujeres trabajadoras (anónimas obreras textiles de Massachusetts) las que «tejieron» el software escrito por los programadores de la NASA en estas memorias de núcleos cableados. Algunos programadores de la NASA apodaron el producto final como memoria LOL, de Little Old Lady memory, es decir, memoria de viejecita.

## Historia

#### Conceptos iniciales
Guiar una nave hasta nuestro satélite natural y hacerla posar suavemente sobre su superficie es algo que escapa a las posibilidades humanas: demorar unas décimas de segundo el encendido o apagado de un motor puede representar la diferencia entre el éxito de la misión, o el más estrepitoso y horrible fracaso. Sin embargo, un ordenador, aún sin poseer una gran potencia de cálculo, pero adecuadamente programado, puede encargarse de esas tareas sin problemas. La NASA lo sabía, y decidió dotar a sus naves de un ordenador de a bordo. 

#### Nace el AGC
Así fue como nació el AGC (por Apollo Guidance Computer), encargado de las tareas de navegación y guiado autónomo de la nave, algo así como un piloto automático prácticamente independiente de los astronautas. La empresa North American había sido designada por la NASA como encargada del desarrollo del módulo de mando (CSM) de los Apolo, y sus directivos se dirigieron al Instituto de Tecnología de Massachusetts, donde se encontraban los mayores expertos en informática de la época, en busca de propuestas y soluciones. Luego de varias reuniones, los expertos llegaron a diseñar un ordenador que tendría un volumen aproximado de un pie cúbico, es decir, más o menos lo que ocupa un cubo de unos 30 centímetros de lado. Pero a la hora de dotar al AGC de una memoria ROM no confiaron en el silicio, y en lugar de utilizar microchips, los programas del AGC se «cablearon» físicamente, un sistema similar a las memorias de núcleo de ferrita que se utilizaban en buena parte de los ordenadores de la época, y que era bien conocido. Funcionaba con un ciclo de 11,72 micro-segundos. La longitud de la palabra de memoria era de 16 bits: 15 bits de datos y 1 bit de paridad impar. El formato de palabra de la CPU de 16 bits eran: 14 bits de datos, 1 bit de overflow, y 1 bit de signo (en representación complemento a uno).

#### A prueba de fallos
El sistema, si bien es algo rudimentario y de poca densidad (ver tópico siguiente), funciona, y es extremadamente robusto; de hecho, durante el despegue del Apolo XII varios rayos alcanzaron al Saturno V, provocando el «cuelgue» del ordenador de a bordo. Pero una vez en órbita, los astronautas lo reiniciaron y arrancó sin problemas. Muy pocos ordenadores modernos podrían sobrevivir a un evento de ese tipo. 
La NASA usó, por supuesto, chips y transistores en otros componentes, pero las memorias se basaron en esta tecnología más antigua, la única -para sus ingenieros- que les permitía el grado de seguridad que la misión necesitaba.

## Densidad de memoria

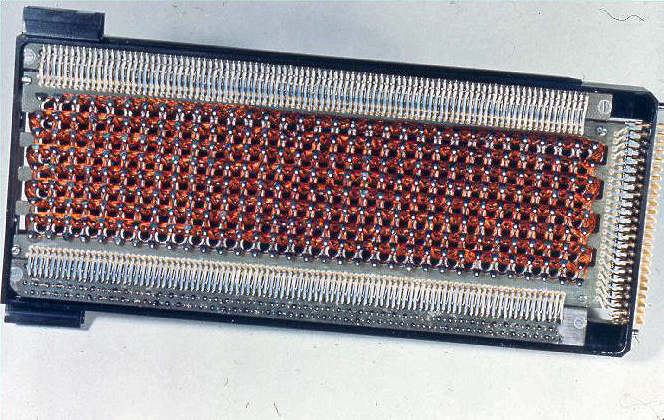
Memoria cableada del Apollo Guidance Computer

Con esta tecnología, se podía almacenar una cantidad de datos relativamente grande (para los estándares de la época) en un volumen pequeño (72 kilobytes por pie cúbico; aproximadamente 2,5 megabytes por metro cúbico); unas 18 veces más que la cantidad de datos por volumen de la RAM de núcleos magnéticos. 
| Memory technology         | Unidades de datos por pie cúbico | Unidades de datos por pie cúbico | Unidades de datos por metro cúbico | Unidades de datos por metro cúbico |
| Memory technology         | Bytes                            | Bits                             | Bytes                              | Bits                               |
| ------------------------- | -------------------------------- | -------------------------------- | ---------------------------------- | ---------------------------------- |
| ROM de núcleos cableados  | 72 KB                            | 576 Kbit                         | ~2.5 MB                            | ~20 Mbit                           |
| RAM de núcleos magnéticos | 4 KB                             | 32 Kbit                          | ~140 KB                            | ~1 Mbit                            |